# Echemoides penai
Echemoides penai är en spindelart som beskrevs av Norman I. Platnick och Mohammad U. Shadab 1979. Echemoides penai ingår i släktet Echemoides och familjen plattbuksspindlar. Inga underarter finns listade i Catalogue of Life.